# Danilo Pereira
Danilo Luís Hélio Pereira (Bissau, 9 settembre 1991) è un calciatore guineense naturalizzato portoghese, centrocampista o difensore dell'Al-Ittihad e della nazionale portoghese, con la quale è stato campione d'Europa nel 2016 e ha vinto la UEFA Nations League 2018-2019.

## Biografia
Danilo Pereira nasce in Guinea-Bissau, con la sua famiglia si trasferisce in Portogallo, quando aveva cinque anni.

## Caratteristiche tecniche
Gioca come mediano o difensore centrale,  in Portogallo è stato soprannominato O novo Vieira (Il nuovo Vieira in italiano), per via della sua posizione in campo e del suo fisico molto potente. Si distingue anche per la concentrazione che tiene nell'arco dei 90 minuti.

## Carriera

### Club
Dopo avere militato nelle giovanili dell'Estoril e del Benfica, nell'estate 2010, viene acquistato dal Parma a parametro zero. A gennaio 2011 viene ceduto in prestito fino al termine della stagione all'Aris Salonicco dove debutta nella massima serie greca, giocando 5 partite nelle quali segna 2 reti. La stagione seguente torna al Parma, con la cui maglia esordisce il 7 gennaio 2012 nella pesante sconfitta per 5-0 al Meazza contro l'Inter.
Il 30 giugno 2012 si trasferisce in prestito al Roda JC, squadra militante nel massimo campionato olandese. Il 10 agosto 2013 firma un contratto triennale con il club portoghese del Maritimo.
Il 3 luglio 2015 si trasferisce al Porto, dove diventa uno dei pilastri della squadra, diventandone capitano e raggiungendo (tra campionato e coppe) quota 200 presenze nel settembre 2020 in occasione del successo per 3-1 contro il Braga.
Il 5 ottobre 2020 il PSG acquisisce le prestazioni del calciatore portoghese, con la formula del prestito oneroso da 4 milioni di euro con diritto di riscatto a 20 milioni. Il 30 giugno del 2021 il prestito si conclude, e dal giorno successivo, il 1º luglio, il PSG si assicura il giocatore portoghese: al Porto 16 milioni e al PSG il cartellino del giocatore.

### Nazionale
Ha fatto parte della nazionale Under-20 con cui partecipa al Mondiale di categoria del 2011 e dove segna una rete in occasione della vittoria 2-0 sulla Francia in semifinale. Al termine della rassegna iridata i lusitani vincono la medaglia d'argento.
Esordisce con la nazionale maggiore il 31 marzo 2015 nell'amichevole persa 2-0 contro il Capo Verde subentrando al 61' a Bernardo Silva. Il 16 giugno 2015 gioca la sua seconda partita contro l'Italia partendo da titolare.
Viene convocato per gli Europei 2016 in Francia. Il 10 luglio si laurea campione d'Europa dopo la vittoria in finale sulla Francia padrona di casa per 1-0, ottenuta grazie al goal decisivo di Éder durante i tempi supplementari.

## Statistiche

### Presenze e reti nei club
Statistiche aggiornate al 30 maggio 2025
| Stagione                   | Squadra                    | Campionato                 | Campionato | Campionato | Coppa nazionale | Coppa nazionale | Coppa nazionale | Coppe continentali | Coppe continentali | Coppe continentali | Altre coppe | Altre coppe | Altre coppe | Totale | Totale |
| Stagione                   | Squadra                    | Comp                       | Pres       | Reti       | Comp            | Pres            | Reti            | Comp               | Pres               | Reti               | Comp        | Pres        | Reti        | Pres   | Reti   |
| -------------------------- | -------------------------- | -------------------------- | ---------- | ---------- | --------------- | --------------- | --------------- | ------------------ | ------------------ | ------------------ | ----------- | ----------- | ----------- | ------ | ------ |
| gen.-giu. 2011             | Arīs Salonicco             | SL                         | 5          | 2          | CG              | 0               | 0               | UEL                | 0                  | 0                  | -           | -           | -           | 5      | 2      |
| 2011-2012                  | Parma                      | A                          | 5          | 0          | CI              | 0               | 0               | -                  | -                  | -                  | -           | -           | -           | 5      | 0      |
| 2012-2013                  | Roda JC                    | ED                         | 31+4       | 1+0        | CO              | 1               | 0               | -                  | -                  | -                  | -           | -           | -           | 36     | 1      |
| 2013-2014                  | Marítimo                   | PL                         | 28         | 1          | CP+CdL          | 2+2             | 0               | -                  | -                  | -                  | -           | -           | -           | 32     | 1      |
| 2014-2015                  | Marítimo                   | PL                         | 29         | 3          | CP+CdL          | 4+5             | 0               | -                  | -                  | -                  | -           | -           | -           | 38     | 3      |
| Totale Marítimo            | Totale Marítimo            | Totale Marítimo            | 57         | 4          |                 | 13              | 0               |                    | -                  | -                  |             | -           | -           | 70     | 4      |
| 2015-2016                  | Porto                      | PL                         | 33         | 6          | CP+CdL          | 5+0             | 0               | UCL+UEL            | 6+1                | 0                  | -           | -           | -           | 45     | 6      |
| 2016-2017                  | Porto                      | PL                         | 28         | 4          | CP+CdL          | 2+1             | 0               | UCL                | 10                 | 0                  | -           | -           | -           | 41     | 4      |
| 2017-2018                  | Porto                      | PL                         | 19         | 1          | CP+CdL          | 3+2             | 2+0             | UCL                | 6                  | 1                  | -           | -           | -           | 30     | 4      |
| 2018-2019                  | Porto                      | PL                         | 26         | 2          | CP+CdL          | 4+3             | 1+0             | UCL                | 10                 | 0                  | SP          | 0           | 0           | 43     | 3      |
| 2019-2020                  | Porto                      | PL                         | 26         | 2          | CP+CdL          | 3+2             | 0               | UCL+UEL            | 2+7                | 0                  | -           | -           | -           | 40     | 2      |
| set.-ott. 2020             | Porto                      | PL                         | 3          | 0          | CP+CdL          | 0               | 0               | UCL                | 0                  | 0                  | -           | -           | -           | 3      | 0      |
| Totale Porto               | Totale Porto               | Totale Porto               | 135        | 15         |                 | 25              | 3               |                    | 42                 | 1                  |             | -           | -           | 202    | 19     |
| ott. 2020-2021             | Paris Saint-Germain        | L1                         | 23         | 2          | CF              | 6               | 0               | UCL                | 12                 | 0                  | SF          | 1           | 0           | 42     | 2      |
| 2021-2022                  | Paris Saint-Germain        | L1                         | 27         | 5          | CF              | 2               | 0               | UCL                | 7                  | 0                  | SF          | 1           | 0           | 37     | 5      |
| 2022-2023                  | Paris Saint-Germain        | L1                         | 33         | 2          | CF              | 3               | 0               | UCL                | 7                  | 0                  | SF          | 1           | 0           | 44     | 2      |
| 2023-2024                  | Paris Saint-Germain        | L1                         | 26         | 0          | CF              | 5               | 1               | UCL                | 3                  | 0                  | SF          | 0           | 0           | 34     | 1      |
| Totale Paris Saint-Germain | Totale Paris Saint-Germain | Totale Paris Saint-Germain | 109        | 9          |                 | 16              | 1               |                    | 29                 | 0                  |             | 3           | 0           | 157    | 10     |
| 2024-2025                  | Al-Ittihad                 | SPL                        | 26         | 2          | KC              | 3               | 2               | -                  | -                  | -                  | -           | -           | -           | 29     | 4      |
| Totale carriera            | Totale carriera            | Totale carriera            | 372        | 33         |                 | 58              | 6               |                    | 71                 | 1                  |             | 3           | 0           | 504    | 40     |

### Cronologia presenze e reti in nazionale
| Cronologia completa delle presenze e delle reti in nazionale ― Portogallo | Cronologia completa delle presenze e delle reti in nazionale ― Portogallo | Cronologia completa delle presenze e delle reti in nazionale ― Portogallo | Cronologia completa delle presenze e delle reti in nazionale ― Portogallo | Cronologia completa delle presenze e delle reti in nazionale ― Portogallo | Cronologia completa delle presenze e delle reti in nazionale ― Portogallo | Cronologia completa delle presenze e delle reti in nazionale ― Portogallo | Cronologia completa delle presenze e delle reti in nazionale ― Portogallo |
| Data                                                                      | Città                                                                     | In casa                                                                   | Risultato                                                                 | Ospiti                                                                    | Competizione                                                              | Reti                                                                      | Note                                                                      |
| ------------------------------------------------------------------------- | ------------------------------------------------------------------------- | ------------------------------------------------------------------------- | ------------------------------------------------------------------------- | ------------------------------------------------------------------------- | ------------------------------------------------------------------------- | ------------------------------------------------------------------------- | ------------------------------------------------------------------------- |
| 31-3-2015                                                                 | Estoril                                                                   | Portogallo                                                                | 0 – 2                                                                     | Capo Verde                                                                | Amichevole                                                                | -                                                                         | 61’                                                                       |
| 16-6-2015                                                                 | Ginevra                                                                   | Italia                                                                    | 0 – 1                                                                     | Portogallo                                                                | Amichevole                                                                | -                                                                         |                                                                           |
| 4-9-2015                                                                  | Lisbona                                                                   | Portogallo                                                                | 0 – 1                                                                     | Francia                                                                   | Amichevole                                                                | -                                                                         | 70’ 85’                                                                   |
| 7-9-2015                                                                  | Elbasan                                                                   | Albania                                                                   | 0 – 1                                                                     | Portogallo                                                                | Qual. Euro 2016                                                           | -                                                                         |                                                                           |
| 8-10-2015                                                                 | Braga                                                                     | Portogallo                                                                | 1 – 0                                                                     | Danimarca                                                                 | Qual. Euro 2016                                                           | -                                                                         | 89’                                                                       |
| 11-10-2015                                                                | Belgrado                                                                  | Serbia                                                                    | 1 – 2                                                                     | Portogallo                                                                | Qual. Euro 2016                                                           | -                                                                         | 49’                                                                       |
| 17-11-2015                                                                | Lussemburgo                                                               | Lussemburgo                                                               | 0 – 2                                                                     | Portogallo                                                                | Amichevole                                                                | -                                                                         | 15’ 89’                                                                   |
| 25-3-2016                                                                 | Leiria                                                                    | Portogallo                                                                | 0 – 1                                                                     | Bulgaria                                                                  | Amichevole                                                                | -                                                                         | 74’                                                                       |
| 29-3-2016                                                                 | Leiria                                                                    | Portogallo                                                                | 2 – 1                                                                     | Belgio                                                                    | Amichevole                                                                | -                                                                         | 85’ 87’                                                                   |
| 29-5-2016                                                                 | Porto                                                                     | Portogallo                                                                | 3 – 0                                                                     | Norvegia                                                                  | Amichevole                                                                | -                                                                         | 60’                                                                       |
| 2-6-2016                                                                  | Londra                                                                    | Inghilterra                                                               | 1 – 0                                                                     | Portogallo                                                                | Amichevole                                                                | -                                                                         | 76’                                                                       |
| 8-6-2016                                                                  | Lisbona                                                                   | Portogallo                                                                | 7 – 0                                                                     | Estonia                                                                   | Amichevole                                                                | 1                                                                         | 70’                                                                       |
| 14-6-2016                                                                 | Saint-Étienne                                                             | Portogallo                                                                | 1 – 1                                                                     | Islanda                                                                   | Euro 2016 - 1º turno                                                      | -                                                                         |                                                                           |
| 22-6-2016                                                                 | Lione                                                                     | Ungheria                                                                  | 3 – 3                                                                     | Portogallo                                                                | Euro 2016 - 1º turno                                                      | -                                                                         | 81’                                                                       |
| 25-6-2016                                                                 | Lens                                                                      | Croazia                                                                   | 0 – 1 dts                                                                 | Portogallo                                                                | Euro 2016 - Ottavi di finale                                              | -                                                                         | 108’                                                                      |
| 30-6-2016                                                                 | Marsiglia                                                                 | Polonia                                                                   | 0 – 0 dts (3 – 5 dtr)                                                     | Portogallo                                                                | Euro 2016 - Quarti di finale                                              | -                                                                         | 96’                                                                       |
| 6-7-2016                                                                  | Lione                                                                     | Portogallo                                                                | 2 – 0                                                                     | Galles                                                                    | Euro 2016 - Semifinale                                                    | -                                                                         |                                                                           |
| 28-3-2017                                                                 | Funchal                                                                   | Portogallo                                                                | 2 – 3                                                                     | Svezia                                                                    | Amichevole                                                                | -                                                                         | 45’                                                                       |
| 3-6-2017                                                                  | Estoril                                                                   | Portogallo                                                                | 4 – 0                                                                     | Cipro                                                                     | Amichevole                                                                | -                                                                         | 45’                                                                       |
| 18-6-2017                                                                 | Mosca                                                                     | Russia                                                                    | 0 – 1                                                                     | Portogallo                                                                | Conf. Cup 2017 - 1º turno                                                 | -                                                                         | 83’                                                                       |
| 24-6-2017                                                                 | San Pietroburgo                                                           | Nuova Zelanda                                                             | 0 – 4                                                                     | Portogallo                                                                | Conf. Cup 2017 - 1º turno                                                 | -                                                                         |                                                                           |
| 2-7-2017                                                                  | Mosca                                                                     | Portogallo                                                                | 2 – 1 dts                                                                 | Messico                                                                   | Conf. Cup 2017 - Finale 3º posto                                          | -                                                                         | 82’                                                                       |
| 3-9-2017                                                                  | Budapest                                                                  | Ungheria                                                                  | 0 – 1                                                                     | Portogallo                                                                | Qual. Mondiali 2018                                                       | -                                                                         |                                                                           |
| 7-10-2017                                                                 | Andorra la Vella                                                          | Andorra                                                                   | 0 – 2                                                                     | Portogallo                                                                | Qual. Mondiali 2018                                                       | -                                                                         |                                                                           |
| 10-10-2017                                                                | Lisbona                                                                   | Portogallo                                                                | 2 – 0                                                                     | Svizzera                                                                  | Qual. Mondiali 2018                                                       | -                                                                         | 90’                                                                       |
| 10-11-2017                                                                | Viseu                                                                     | Portogallo                                                                | 3 – 0                                                                     | Arabia Saudita                                                            | Amichevole                                                                | -                                                                         | 75’                                                                       |
| 14-11-2017                                                                | Leiria                                                                    | Portogallo                                                                | 1 – 1                                                                     | Stati Uniti                                                               | Amichevole                                                                | -                                                                         | cap. 59’                                                                  |
| 11-10-2018                                                                | Chorzów                                                                   | Polonia                                                                   | 2 – 3                                                                     | Portogallo                                                                | UEFA Nations League 2018-2019 - 1º turno                                  | -                                                                         | 85’                                                                       |
| 14-10-2018                                                                | Londra                                                                    | Scozia                                                                    | 1 – 3                                                                     | Portogallo                                                                | Amichevole                                                                | -                                                                         | 90+1’                                                                     |
| 17-11-2018                                                                | Milano                                                                    | Italia                                                                    | 0 – 0                                                                     | Portogallo                                                                | UEFA Nations League 2018-2019 - 1º turno                                  | -                                                                         | 90’                                                                       |
| 20-11-2018                                                                | Guimarães                                                                 | Portogallo                                                                | 1 – 1                                                                     | Polonia                                                                   | UEFA Nations League 2018-2019 - 1º turno                                  | -                                                                         | 63’                                                                       |
| 25-3-2019                                                                 | Lisbona                                                                   | Portogallo                                                                | 1 – 1                                                                     | Serbia                                                                    | Qual. Euro 2020                                                           | 1                                                                         |                                                                           |
| 9-6-2019                                                                  | Porto                                                                     | Portogallo                                                                | 1 – 0                                                                     | Paesi Bassi                                                               | UEFA Nations League 2018-2019 - Finale                                    | -                                                                         | [ 14 ]                                                                    |
| 7-9-2019                                                                  | Belgrado                                                                  | Serbia                                                                    | 2 – 4                                                                     | Portogallo                                                                | Qual. Euro 2020                                                           | -                                                                         |                                                                           |
| 11-10-2019                                                                | Lisbona                                                                   | Portogallo                                                                | 3 – 0                                                                     | Lussemburgo                                                               | Qual. Euro 2020                                                           | -                                                                         |                                                                           |
| 14-10-2019                                                                | Kiev                                                                      | Ucraina                                                                   | 2 – 1                                                                     | Portogallo                                                                | Qual. Euro 2020                                                           | -                                                                         |                                                                           |
| 17-11-2019                                                                | Lussemburgo                                                               | Lussemburgo                                                               | 0 – 2                                                                     | Portogallo                                                                | Qual. Euro 2020                                                           | -                                                                         |                                                                           |
| 5-9-2020                                                                  | Porto                                                                     | Portogallo                                                                | 4 – 1                                                                     | Croazia                                                                   | UEFA Nations League 2020-2021 - 1º turno                                  | -                                                                         |                                                                           |
| 8-9-2020                                                                  | Stoccolma                                                                 | Svezia                                                                    | 0 – 2                                                                     | Portogallo                                                                | UEFA Nations League 2020-2021 - 1º turno                                  | -                                                                         |                                                                           |
| 11-10-2020                                                                | Saint-Denis                                                               | Francia                                                                   | 0 – 0                                                                     | Portogallo                                                                | UEFA Nations League 2020-2021 - 1º turno                                  | -                                                                         |                                                                           |
| 14-10-2020                                                                | Lisbona                                                                   | Portogallo                                                                | 3 – 0                                                                     | Svezia                                                                    | UEFA Nations League 2020-2021 - 1º turno                                  | -                                                                         |                                                                           |
| 11-11-2020                                                                | Lisbona                                                                   | Portogallo                                                                | 7 – 0                                                                     | Andorra                                                                   | Amichevole                                                                | -                                                                         | 74’                                                                       |
| 14-11-2020                                                                | Lisbona                                                                   | Portogallo                                                                | 0 – 1                                                                     | Francia                                                                   | UEFA Nations League 2020-2021 - 1º turno                                  | -                                                                         | 31’ 84’                                                                   |
| 17-11-2020                                                                | Spalato                                                                   | Croazia                                                                   | 2 – 3                                                                     | Portogallo                                                                | UEFA Nations League 2020-2021 - 1º turno                                  | -                                                                         | 77’                                                                       |
| 27-3-2021                                                                 | Belgrado                                                                  | Serbia                                                                    | 2 – 2                                                                     | Portogallo                                                                | Qual. Mondiali 2022                                                       | -                                                                         |                                                                           |
| 4-6-2021                                                                  | Madrid                                                                    | Spagna                                                                    | 0 – 0                                                                     | Portogallo                                                                | Amichevole                                                                | -                                                                         |                                                                           |
| 9-6-2021                                                                  | Lisbona                                                                   | Portogallo                                                                | 4 – 0                                                                     | Israele                                                                   | Amichevole                                                                | -                                                                         | 62’                                                                       |
| 15-6-2021                                                                 | Budapest                                                                  | Ungheria                                                                  | 0 – 3                                                                     | Portogallo                                                                | Euro 2020 - 1º turno                                                      | -                                                                         |                                                                           |
| 19-6-2021                                                                 | Monaco di Baviera                                                         | Portogallo                                                                | 2 – 4                                                                     | Germania                                                                  | Euro 2020 - 1º turno                                                      | -                                                                         |                                                                           |
| 23-6-2021                                                                 | Budapest                                                                  | Portogallo                                                                | 2 – 2                                                                     | Francia                                                                   | Euro 2020 - 1º turno                                                      | -                                                                         | 46’                                                                       |
| 27-6-2021                                                                 | Siviglia                                                                  | Belgio                                                                    | 1 – 0                                                                     | Portogallo                                                                | Euro 2020 - Ottavi di finale                                              | -                                                                         | 78’                                                                       |
| 4-9-2021                                                                  | Debrecen                                                                  | Qatar                                                                     | 1 – 3                                                                     | Portogallo                                                                | Amichevole                                                                | -                                                                         |                                                                           |
| 9-10-2021                                                                 | Faro                                                                      | Portogallo                                                                | 3 – 0                                                                     | Qatar                                                                     | Amichevole                                                                | -                                                                         |                                                                           |
| 11-11-2021                                                                | Dublino                                                                   | Irlanda                                                                   | 0 – 0                                                                     | Portogallo                                                                | Qual. Mondiali 2022                                                       | -                                                                         | 71’                                                                       |
| 14-11-2021                                                                | Lisbona                                                                   | Portogallo                                                                | 1 – 2                                                                     | Serbia                                                                    | Qual. Mondiali 2022                                                       | -                                                                         | 90+2’                                                                     |
| 24-3-2022                                                                 | Porto                                                                     | Portogallo                                                                | 3 – 1                                                                     | Turchia                                                                   | Qual. Mondiali 2022                                                       | -                                                                         |                                                                           |
| 29-3-2022                                                                 | Porto                                                                     | Portogallo                                                                | 2 – 0                                                                     | Macedonia del Nord                                                        | Qual. Mondiali 2022                                                       | -                                                                         |                                                                           |
| 2-6-2022                                                                  | Siviglia                                                                  | Spagna                                                                    | 1 – 1                                                                     | Portogallo                                                                | UEFA Nations League 2022-2023 - 1º turno                                  | -                                                                         |                                                                           |
| 5-6-2022                                                                  | Lisbona                                                                   | Portogallo                                                                | 4 – 0                                                                     | Svizzera                                                                  | UEFA Nations League 2022-2023 - 1º turno                                  | -                                                                         |                                                                           |
| 9-6-2022                                                                  | Lisbona                                                                   | Portogallo                                                                | 2 – 0                                                                     | Rep. Ceca                                                                 | UEFA Nations League 2022-2023 - 1º turno                                  | -                                                                         |                                                                           |
| 12-6-2022                                                                 | Lancy                                                                     | Svizzera                                                                  | 1 – 0                                                                     | Portogallo                                                                | UEFA Nations League 2022-2023 - 1º turno                                  | -                                                                         | 13’                                                                       |
| 24-9-2022                                                                 | Praga                                                                     | Rep. Ceca                                                                 | 0 – 4                                                                     | Portogallo                                                                | UEFA Nations League 2022-2023 - 1º turno                                  | -                                                                         | 83’                                                                       |
| 27-9-2022                                                                 | Braga                                                                     | Portogallo                                                                | 0 – 1                                                                     | Spagna                                                                    | UEFA Nations League 2022-2023 - 1º turno                                  | -                                                                         |                                                                           |
| 24-11-2022                                                                | Doha                                                                      | Portogallo                                                                | 3 – 2                                                                     | Ghana                                                                     | Mondiali 2022 - 1º turno                                                  | -                                                                         | 90+1’                                                                     |
| 23-3-2023                                                                 | Lisbona                                                                   | Portogallo                                                                | 4 – 0                                                                     | Liechtenstein                                                             | Qual. Euro 2024                                                           | -                                                                         | 65’                                                                       |
| 26-3-2023                                                                 | Lussemburgo                                                               | Lussemburgo                                                               | 0 – 6                                                                     | Portogallo                                                                | Qual. Euro 2024                                                           | -                                                                         |                                                                           |
| 17-6-2023                                                                 | Lisbona                                                                   | Portogallo                                                                | 3 – 0                                                                     | Bosnia ed Erzegovina                                                      | Qual. Euro 2024                                                           | -                                                                         | 51’                                                                       |
| 20-6-2023                                                                 | Reykjavík                                                                 | Islanda                                                                   | 0 – 1                                                                     | Portogallo                                                                | Qual. Euro 2024                                                           | -                                                                         | 84’                                                                       |
| 11-9-2023                                                                 | Faro                                                                      | Portogallo                                                                | 9 – 0                                                                     | Lussemburgo                                                               | Qual. Euro 2024                                                           | -                                                                         | 75’                                                                       |
| 16-10-2023                                                                | Zenica                                                                    | Bosnia ed Erzegovina                                                      | 0 – 5                                                                     | Portogallo                                                                | Qual. Euro 2024                                                           | -                                                                         |                                                                           |
| 26-3-2024                                                                 | Lubiana                                                                   | Slovenia                                                                  | 2 – 0                                                                     | Portogallo                                                                | Amichevole                                                                | -                                                                         |                                                                           |
| 4-6-2024                                                                  | Lisbona                                                                   | Portogallo                                                                | 4 – 2                                                                     | Finlandia                                                                 | Amichevole                                                                | -                                                                         | 73’                                                                       |
| 11-6-2024                                                                 | Aveiro                                                                    | Portogallo                                                                | 3 – 0                                                                     | Irlanda                                                                   | Amichevole                                                                | -                                                                         | 46’                                                                       |
| 26-6-2024                                                                 | Gelsenkirchen                                                             | Georgia                                                                   | 2 – 0                                                                     | Portogallo                                                                | Euro 2024 - 1º turno                                                      | -                                                                         |                                                                           |
| Totale                                                                    |                                                                           | Presenze                                                                  | 74                                                                        |                                                                           | Reti                                                                      | 2                                                                         |                                                                           |

## Palmarès

### Club
- Campionato portoghese: 2

Porto: 2017-2018, 2019-2020
- Coppa del Portogallo: 1

Porto: 2019-2020
- Supercoppa francese: 4

Paris Saint-Germain: 2020, 2022, 2023,  2023-2024
- Coppa di Francia: 2

Paris Saint-Germain: 2020-2021, 2023-2024
- Campionato francese: 3

Paris Saint-Germain: 2021-2022, 2022-2023, 2023-2024
- Campionato saudita: 1

Al-Ittihad: 2024-2025
- Coppa del Re dei Campioni: 1

Al-Ittihad: 2024-2025

### Nazionale
- Campionato d'Europa: 1

Francia 2016
- UEFA Nations League: 1

2018-2019